# Conrad von Koch
Conrad Reinhard Koch (ab 1769 Edler, ab 1815 Ritter von Koch; * 22. Dezember 1738 in Buchsweiler im Elsass; † 9. Juni 1821 in Teublitz) war Gesandter des Fürstbistums Lübeck und des Herzogtums Oldenburg beim Immerwährenden Reichstag in Regensburg und Hofmarks- bzw. Patrimonialgerichts-Herr in Teublitz in der Oberpfalz.

## Familie und Kindheit
Conrad Reinhard Koch wurde als neuntes von insgesamt elf Kindern der protestantischen Eheleute Johann Reinhard Koch und Susanna Dorothea Koch (geb. Fleischmann) geboren, von denen neun das Erwachsenenalter erreichten. Conrad Reinhards Vater war Kammerrat und sein Großvater mütterlicherseits Geheimrat bei der Regierung der Grafschaft Hanau-Lichtenberg und späterer Bevollmächtigter in Paris gewesen. Da sein Vater sich nach dem Fall der Grafschaft an Hessen-Darmstadt mit dem neuen Landesherren Landgraf Ludwig VIII. nicht gut verstand, ging er 1750 mit der Frau und den noch unversorgten Kindern (zu denen auch der elfjährige Conrad Reinhard zählte) nach Straßburg und überließ seine Stelle dem damals 25-jährigen ältesten Sohn Johann Friedrich Achatius. Zusammen mit seinem jüngeren Bruder Friedrich Albrecht und seinem nächstälteren Bruder Christoph Wilhelm besuchte Conrad Reinhard nach dem Umzug nach Straßburg das dortige protestantische Gymnasium. 
Bei der Familie von Koch ist eine starke Bindung zum Protestantismus zu erkennen, so war der zweitälteste Bruder Conrad Reinhards, Christian Nikolaus, Magister und Pfarrer in Buchsweiler, seine älteste Schwester Sophia Dorothea war mit dem Superintendenten (Spezial) von Buchsweiler, Gerhardi, verheiratet, die Schwester Sibylla Sophia mit dem Pfarrer Beyer von Münster im Elsass und die Schwester Euphrosina Salome mit Ludwig Kern, dem Präsidenten des 1802 eingerichteten General-Konsistoriums der Kirche Augsburgischer Konfession in Straßburg.
Conrad von Koch war verheiratet mit der ebenfalls protestantischen Friederike Luise Ernestine, geb. von Brandenstein, einer Tochter von Johann August von Brandenstein und seiner Frau Maria Magdalena Ernestine, geb. Teufel von Pirkensee.

## Diplomatie
Drei der insgesamt fünf Brüder verließen später Straßburg bzw. Buchsweiler und gingen in den diplomatischen Dienst. Der älteste, Johann Friedrich Achatius, war wie oben erwähnt zunächst Wirklicher Geheimer Rat des Landgrafen von Hessen-Darmstadt und später Botschafter am französischen Hof in Versailles. Friedrich Albrecht war kaiserlich russischer Geheimer Rat, Minister in St. Petersburg sowie Gesandter in Regensburg und Wien und begründete eine russische Linie der Familie von Koch. Der unvermählte Bruder Christoph Wilhelm blieb hingegen in Straßburg und schlug eine wissenschaftliche und politische Karriere ein.
Conrad Reinhard selbst war seit 1797 Domherr des Fürstbistums bzw. Hochstifts Lübeck  sowie fürstlich lübeckischer und herzoglich oldenburgischer Konferenzrat und bevollmächtigter Gesandter am deutschen Reichstag in Regensburg. Das Hochstift Lübeck wurde durch den Reichsdeputationshauptschluss 1803 zum Fürstentum säkularisiert und war bis dahin der einzige protestantische geistliche Reichsstand im Alten Reich. Die Lübecker Fürstbischöfe wurden vom Domkapitel seit 1586 stets aus dem Haus Holstein-Gottorp gewählt und waren seit dem Vertrag von Zarskoje Selo 1773 gleichzeitig Herzöge von Oldenburg. 
Spätestens 1806 mit der Niederlegung der Krone durch Kaiser Franz II. und damit dem Ende des Heiligen Römischen Reiches und seiner Institutionen wird Kochs Tätigkeit als Gesandter geendet haben.

## Adelserhebung
Am 27. November 1769 war Conrad Reinhard im Alter von 30 Jahren von Kaiser Joseph II. in Wien mit dem Prädikat „Edler von“ in den Reichsadelsstand erhoben worden (ebenso wie seine Brüder Johann Friedrich Achatius, Christoph Wilhelm und Friedrich Albrecht im Jahr 1777). Später suchte er um die Erhebung in den Reichsfreiherrenstand nach und wenn dies nicht möglich sei, dann um die Anerkennung seines Reichsritterstandes. Als solcher wurde er dann auch am 23. Juli 1810 beim Reichsheroldenamt in München in die dortigen Adelsmatrikel immatrikuliert.

## Teublitz
Am 16. Januar 1796 kaufte Conrad Reinhard von Koch zusammen mit seiner Frau den weiteren Erbinteressenten ihres Onkels mütterlicherseits, Karl Philipp Wolfgang Teufel von Pirkensee, die Hofmark Teublitz um 50.000 fl. ab. Nach dem Ende des Immerwährenden Reichstags in Regensburg scheint Koch dauerhaft in Teublitz gewohnt zu haben. Durch den Tod seiner im Alter von 45 Jahren am 25. Oktober 1800 wurde Conrad Reinhard von Koch im Alter von 61 Jahren schließlich alleiniger Besitzer der Hofmark Teublitz, die später durch die Staatsreformen Montgelas’ zunächst in ein Patrimonial-, dann ein Orts- und schließlich ein Patrimonialgericht II. Klasse umgewandelt wurde.

## Lebensabend
Koch war zum Ende seines Lebens stark verschuldet, was neben dem Ausbezahlen der anderen Erbinteressenten auch an der aufwändigen Neugestaltung seines Schlossparks gelegen haben mag. Die Schuld für seine prekäre Finanzsituation gab er Napoleon, möglicherweise, weil dieser das Ende des Heiligen Römischen Reichs erzwungen und damit seinen Lebensunterhalt – den Immerwährenden Reichstag – hinfällig gemacht hatte. Konsterniert schrieb Koch 1812 an seinen Sohn: « En verité si L’Empereur Napoléon n’avait à répondre que du seul mal qu’il m’a fait, il devrait trouver sa conscience encore bien chargé. » (deutsch: „Wenn Kaiser Napoleon nur für eine einzige Übeltat geradestehen müsste, die er mir angetan hat, dann fände er sein Gewissen wirklich noch genug belastet.“)
Koch musste schließlich 1820 das Teublitzer Schlossgut an die Schwiegermutter seines Sohnes, Maria Anna Bertrand de St. Rémy Gräfin de La Perouse, eine geborene Gräfin von Arco-Valley, verkaufen, blieb aber wohl bis zu seinem Tod in Teublitz wohnen. 
Conrad Reinhard Ritter von Koch starb am 9. Juni 1821 im Alter von 82 Jahren in Teublitz, er ruht in der Familiengruft neben der Kirche in Saltendorf an der Naab.

## Nachkommen
Conrad Reinhard, damals „Edler von Koch“ hatte mit seiner Frau vier Kinder, von denen drei das Erwachsenenalter erreichten. Am 3. April 1782 kam in Regensburg als erstes Kind Friederike Wilhelmine Ernestine Philippine Caroline zur Welt. Ebenso in Regensburg wurde bereits am 17. März 1783 als zweites Kind der Sohn Friedrich August Theodor geboren, der später als Freiherr von Gise königlich bayerischer Staatsminister wurde. 
Am 16. März 1784 wurde die zweite Tochter Magdalena Auguste Wilhelmine Sophie geboren. Der zweite Sohn, Peter Friedrich Ludwig, der am 8. Februar 1793 zur Welt kam, verstarb bereits am 19. Juli desselben Jahres im Alter von fünf Monaten in Regensburg.